# Das Phantom der Oper

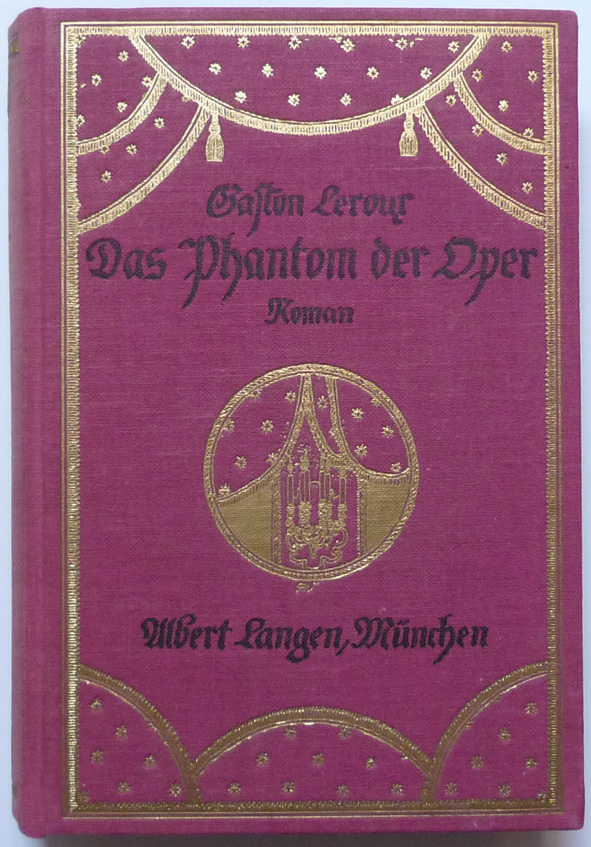
Das Phantom der Oper, deutsche Erstausgabe, Albert Langen, München, 1912

Das Phantom der Oper (französischer Originaltitel: Le Fantôme de l’Opéra) ist ein Roman des französischen Journalisten und Schriftstellers Gaston Leroux. Er wurde in Fortsetzungen in der Zeitung Le Gaulois vom 23. September 1909 bis zum 8. Januar 1910 veröffentlicht. Die Geschichte wurde mehrmals verfilmt, und es gibt mehrere Bühnenfassungen. Die bekannteste Bearbeitung des Stoffs stellt das gleichnamige Musical von Andrew Lloyd Webber und Richard Stilgoe dar.

## Roman
Schauplatz der Geschichte ist die zwischen 1860 und 1875 in Paris erbaute Opéra Garnier, die sowohl während der Bauzeit als auch in den folgenden Jahren durch verschiedene spektakuläre Ereignisse Schlagzeilen gemacht hatte; diese wurden von Leroux romanhaft verarbeitet.

### Hauptcharaktere
Erik / Das Phantom der Oper
Das Phantom ist die Hauptfigur des Romans und sowohl ein musikalisches als auch ein technisches Genie. Erik, wie er im Roman mit Namen genannt wird, ist von Geburt an schwer entstellt. Im Roman von Leroux wird er als eine „Leiche ohne Nase“ beschrieben, mit tief eingesunkenen Augen, eingefallenen Wangen, gelblicher, pergamentartiger Haut und nur einigen wenigen Büscheln braunen Haares auf dem Kopf und hinter den Ohren. Auf der Flucht vor der Verachtung der Menschen hat sich Erik in den Kellern der Oper, an deren Bau er auch beteiligt war, häuslich eingerichtet. Dort lebt er in seinen geheimen Räumen und beansprucht als Phantom der Oper die Loge Nr. 5 und ein monatliches Gehalt von 20.000 Franc von den Pächtern der Oper.
Christine Daaé
Sie ist ein einfaches Chormädchen, welches durch das Phantom zur Solistin und damit zu einem gefeierten Opernstar gefördert wird. Sie ist die Tochter von Gustav Daaé, einem berühmten schwedischen Geiger, der zur Zeit der Geschehnisse in der Oper bereits verstorben ist. Anfangs glaubt sie, in dem Phantom den „Engel der Musik“ gefunden zu haben, den ihr verstorbener Vater kurz vor seinem Tod versprach, zu ihr zu schicken, damit er sie im Gesang unterrichte.
Raoul, Vicomte de Chagny
Er ist der jüngste Spross einer alten, französischen Adelsfamilie. Von Christines Vater erhielt er einst Geigenstunden, und von ihm hörten die Kinder auch die Geschichte des Engels der Musik. Zu Beginn der Romanhandlung kommt Raoul, Vicomte de Chagny, als Mäzen der Oper nach Paris zurück, wo sich Christine und er nach langer Zeit wieder begegnen und verlieben.

## Handlung
Pünktlich zum Wechsel der Direktoren findet eine große Gala in der Pariser Oper statt. Dort brilliert die bisher unbekannte Sängerin Christine Daaé. Zur selben Zeit findet man die Leiche des Bühnenarbeiters Joseph Buquet. Die Ballettmädchen mutmaßen, dass dies die Tat des „Phantoms der Oper“ war, welches seit geraumer Zeit umgeht.
Unter den Anwesenden der Gala sind auch Philippe, Comte de Chagny, und sein 20 Jahre jüngerer Bruder Raoul, der in Christine seine Jugendfreundin erkennt und sich auf den Weg zu ihrer Garderobe macht. Dort gibt Christine zunächst vor, Raoul nicht zu erkennen, und bittet ihn zu gehen. Doch kaum hat Raoul die Garderobe verlassen, hört er eine Männerstimme, die mit Christine spricht. Als Christine geht, stürzt Raoul zurück in die Garderobe, findet diese jedoch leer vor.
Derweil erfahren die neuen Direktoren Richard und Moncharmin von der Existenz des Phantoms, das monatlich 20.000 Franc von der alten Direktion sowie stets die Loge 5 zu seinem persönlichen Gebrauch erhalten hat. Die neuen Direktoren halten dies jedoch für einen schlechten Scherz ihrer Vorgänger, und so wird Loge 5 noch am selben Abend vermietet und die Vorstellung durch ein lautes Lachen gestört. Man verhört die Logenschließerin von Loge 5, Madame Giry, die einige Details über das Phantom ausplaudern kann. Das Phantom habe ihr versprochen, ihre Tochter Meg zur Kaiserin zu machen.
In der Zwischenzeit ist Christine nach Perros-Guirec gereist, den Urlaubsort ihrer Kindheit. Ihr verstorbener Vater ist dort beigesetzt. Das Phantom hat ihr versprochen, am Grab ihres Vaters La Resurrection de Lazare auf der Geige zu spielen. Christine teilt Raoul in einem Brief ihren Aufenthaltsort mit, und Raoul reist ihr nach. Auf dem Friedhof hört er tatsächlich die Geige, er wird aber vor der Sakristei niedergeschlagen.
Tage später verschwindet ein Pferd aus den operneigenen Stallungen spurlos. Richard und Moncharmin besuchen nun selbst eine Vorstellung der Oper Faust von Gounod in der Loge 5, weil das Haus ausverkauft ist. Außerdem wird die Rolle der Margarete diesmal statt von Christine, wie das Phantom gefordert hat, von der Primadonna des Hauses, Carlotta, gespielt. Das Phantom rächt sich: In der Loge ertönt seine Stimme, Carlotta bringt nur quakende Laute auf der Bühne heraus, und der riesige Lüster im Zuschauerraum stürzt von der Decke in den Zuschauerraum und tötet eine Concierge.
Nach dem folgenschweren Abend verschwindet Christine für zwei Wochen. Raoul macht sich Sorgen und versucht, über die Direktoren Auskünfte über Christine zu erhalten, doch die sind viel zu sehr mit sich selbst und den Nachwirkungen des Kronleuchterunfalls beschäftigt. Sie erklären lediglich, dass Christine krank sei. Raoul sucht nun Christines Ziehmutter auf und erfährt, sie sei vom guten Geist der Musik, dem „Engel der Musik“, besucht worden, den ihr der Vater vor seinem Tod zu schicken versprochen hatte. Von seinem Bruder Philippe erfährt Raoul zudem, dass man Christine in einer Kutsche in männlicher Begleitung gesehen habe. Raoul fühlt sich elend, aber am nächsten Morgen bekommt er einen Brief von Christine, die ihn darum bittet, zum Maskenball in einem Domino zu kommen – man dürfe ihn auf keinen Fall erkennen.
Auf dem Maskenball trifft er sich mit Christine, doch auch das Phantom treibt sich, verkleidet als Roter Tod, dort herum. Christine hat Angst und gesteht Raoul, dass sie ihn liebt, und sollte er sie auch lieben, solle er sich von dem Phantom fernhalten. Später wird Raoul Zeuge, wie Christine durch den Spiegel hindurch verschwindet und der Männerstimme, von der er den Namen (Erik) hören kann, folgt.
Am nächsten Tag trifft sich Raoul mit Christine in ihrer Wohnung. Er entdeckt, dass Christine einen goldenen Ring trägt, und teilt ihr mit, ihr Verschwinden und die Stimme bemerkt zu haben. Als er ihr im Streit den Namen „Erik“ an den Kopf wirft, reagiert sie überängstlich und bittet Raoul, den Namen zu vergessen. Hinter der ganzen Sache stecke ein grauenhaftes Geheimnis.
Von nun an treffen sich Christine und Raoul regelmäßig an der Oper und verloben sich schließlich, da Christine glaubt, sie werde Raoul ohnehin nie heiraten können, wenn er in einem Monat auf eine Polarexpedition gehen werde. Auf dem Dach der Oper enthüllt Christine Raoul schließlich ihr Geheimnis:
Sie war von einer Stimme unterrichtet worden, die sich als „Engel der Muse“ ausgegeben hatte. Nach dem Absturz des Lüsters nahm sie dieser „Engel“ mit zu sich in sein „Reich“ fünf Stockwerke unter der Oper und entpuppte sich als gewöhnlicher Mann mit Maske namens Erik. Dort gestand er ihr seine Liebe.
Während eines gemeinsamen Gesanges riss Christine Erik die Maske vom Gesicht und entdeckte sein grauenvoll entstelltes Gesicht. Zitat: „Stellen Sie sich, wenn Sie es können, nun vor, dass ein Totenkopf plötzlich zum Leben erwacht, um mit den vier schwarzen Löchern seiner Augen, seiner Nase, seines Mundes seine heftige Wut, seinen dämonischen Zorn auszudrücken, während seine Augenhöhlen blicklos sind, denn, wie ich später erfuhr, sieht man seine glühenden Augen nur in tiefer Nacht.“ Daraufhin bedrohte der wütende Erik Christine und wollte sie nie wieder gehen lassen. Erst als Christine sich so gut verstellte, dass Erik ihr glaubte, sie habe keine Angst mehr vor ihm, ließ er sie schließlich frei.
Nachdem Christine ihren Bericht für Raoul beendet hat, hören die beiden auf einmal Seufzer in der Nähe: Erik hatte die gesamte Unterhaltung belauscht. Trotz Christines anfänglichen Widerstrebens beschließen Christine und Raoul nunmehr, an einen Ort zu fliehen, wo Erik sie nicht finden kann. Ein unbekannter, fremdländischer Mann, der sich seit längerem an der Oper herumtreibt und nur „der Perser“ genannt wird, bietet ihnen seine Hilfe an. Vor der Flucht aus Paris will Christine, die durchaus auch Sympathien für Erik empfindet, ein letztes Mal für ihn singen. Bei der Opernaufführung am nächsten Tag, mit Christine in der Rolle der Margarete, wird sie auf offener Bühne von Erik in sein Reich entführt. Der „Perser“, der sich als alter Bekannter Eriks entpuppt, führt Raoul in die Kellergewölbe der Oper und schließlich in Eriks Reich – allerdings landen beide Männer in der Folterkammer des Phantoms, einer Art Spiegellabyrinth, welches ihre Sinne zum Wahnsinn treibt. Raouls Bruder Philippe, der den beiden gefolgt ist, kommt in einem unterirdischen See auf mysteriöse Weise ums Leben.
Erik zeigt Christine ein Kästchen mit zwei Figuren darin. Er fordert sie auf, sich für eine von beiden zu entscheiden: für den Skorpion, wenn sie bei ihm als seine Frau bleiben wolle, oder die Heuschrecke, die dann, so Erik, „einen tüchtigen Satz machen“ werde, wonach die ganze Oper durch eine gewaltige Explosion zerstört werde, was den Tod aller Beteiligten zur Folge habe. Christine wählt daher schließlich das Leben mit Erik. Der aber versucht nun, Raoul und den „Perser“ zu töten, indem er die Folterkammer durch Ablassen des unterirdischen Sees unter Wasser setzt. Christine, die zunächst versucht hatte, sich das Leben zu nehmen, verspricht Erik, von weiteren Suizidversuchen Abstand zu nehmen, wenn er Raoul und den „Perser“ am Leben lässt, worin dieser schließlich einwilligt.
Als Erik nunmehr mit Christine allein ist, erlaubt sie ihm, sie ohne Maske auf die Stirn zu küssen, und sie erwidert seinen Kuss. Er gesteht ihr, dass er noch nie jemanden geküsst habe, nicht einmal seine Mutter, die wegen seines entsetzlichen Aussehens jedes Mal geflüchtet sei, wenn er einen Versuch dazu gewagt habe. Während dieses Berichtes wird Erik von seinen Gefühlen überwältigt und beginnt zu weinen, und auch Christine, die sich von Eriks traurigem Schicksal überaus berührt zeigt, weint gemeinsam mit ihm. Erik zeigt sich überzeugt davon, dass er bald aus Liebe zu Christine sterben werde, will sie aber freilassen unter der Bedingung, dass sie an seinem Todestag wieder in sein Reich kommen und den Goldring, den er ihr seinerzeit gegeben hatte, zurückgeben wird. Außerdem soll sie ihn an einem Ort, wo ihn niemand finden wird, begraben. Auch Raoul und der „Perser“ erlangen die Freiheit, Letzterer unter der Auflage, dass er die Zeitung über Eriks Tod in Kenntnis setzen wird.
Bald darauf erfüllt sich Eriks Vorahnung, und Christine und auch der „Perser“ lösen ihre Versprechen ein. Christine und Raoul verschwinden gemeinsam und kehren nie wieder zurück.
Im Epilog des Romans wird berichtet, dass Erik aus der Normandie stammt und von Geburt an entstellt war. Nach einem ruhelosen Leben, in dem er unter anderem mit Wanderzirkussen durch Europa und Asien getourt war und dabei allerlei Trickkunststücke gelernt hatte, war er wieder nach Frankreich zurückgekehrt und hatte eine Baufirma gegründet. In diesem Zusammenhang war er am Bau der Oper beteiligt und baute sich dabei heimlich sein eigenes Reich im Fundament, wobei er geheime Gänge und andere Raffinessen einbaute, um unerkannt spionieren zu können.

## Hintergrund
Der Roman hat einige reale Hintergründe, von denen sich Leroux inspirieren ließ. Der Baugrund des Opernhauses war sumpfig, weshalb man im Fundamentbereich ein Sammelbecken für das hochstehende Grundwasser anlegte, das bis heute regelmäßig abgepumpt werden muss – das reale Gegenstück zum unterirdischen See im Roman. Die im Roman beschriebene Labyrinthhaftigkeit des Gebäudes entspricht ebenfalls den Gegebenheiten.
Auch wurden unerklärliche Geräusche während der ersten Aufführungen beschrieben, was zahlreiche Mutmaßungen hervorrief. Der im Roman beschriebene Absturz eines Kronleuchters während einer Opernaufführung fand – vermutlich ausgelöst durch ein Feuer im Dach, das einen Haltedraht zum Schmelzen brachte – am 20. Mai 1896 tatsächlich statt. Eine Zuschauerin wurde dabei getötet.

## Bedeutung und Rezeption
Das Phantom der Oper ist ein klassischer Schauerroman, der der Figur des Erik nicht viel (offensichtlichen) Charme lassen kann. Erst in den letzten Szenen wird es möglich, sich mit der Figur zu identifizieren und mit ihr zu sympathisieren. Trotzdem ist dies der Roman, der viele andere Kulturschaffende inspiriert und den Grundstein für eine eigene Subkultur von Fans gelegt hat.
Der deutsche Philosoph, Kulturkritiker und Übersetzer Walter Benjamin sagte mit Sicht auf die Gattung des Kriminalromans über das Buch:
„Mit dem »Phantom der Oper«, einem der großen Romane über das neunzehnte Jahrhundert, [hat] Gaston Leroux dieser Gattung zur Apotheose verholfen.“

### Deutsche Übersetzungen
Eine erste deutschsprachige Ausgabe des Romans erschien 1912 im Albert Langen Verlag in der Übersetzung von Rudolf Brettschneider sowie 1928 als Taschenbuchausgabe in den Gelben Ullstein Taschenbüchern. Im Jahr 1968 veröffentlichte der Hanser-Verlag, München, in seiner Bibliotheca Dracula eine Übersetzung von Johannes Piron.

## Bearbeitungen
- Das Phantom der Oper (1986) von Andrew Lloyd Webber und Richard Stilgoe
- Das Phantom (1990) von Susan Kay – erzählt die gesamte Lebensgeschichte des Phantoms.
- Sherlock Holmes und das Phantom der Oper (1993) von Nicholas Meyer – Adaption der Geschichte mit Sherlock Holmes, der Jagd auf das Phantom macht
- The Angel of the Opera: Sherlock Holmes Meets the Phantom of the Opera (1994) von Sam Siciliano
- Maskerade (1995, auf Deutsch Mummenschanz) von Terry Pratchett – Scheibenwelt-Roman, der Das Phantom der Oper parodiert
- Das Phantom von Manhattan (1999) von Frederick Forsyth – Fortsetzung des Webber-Musicals
- Progeny (2001) von Becky L. Meadows
- Journey of the Mask (2002) von Nancy Hill Pettengill
- Angel of Music (2005) von Carrie Hernández
- Liebe stirbt nie (2010) von Andrew Lloyd Webber, Ben Elton und Glenn Slater – Webber-Musical nach Vorlage von Frederick Forsyths Das Phantom von Manhattan

## Musicals
Basierend auf dem Roman von Gaston Leroux existieren verschiedene Bearbeitungen des Phantom-Stoffs für die Bühne (Musical, Schauspiel).

Siehe: Das Phantom der Oper (Musical)

## Verfilmungen
Der Stoff um das Phantom der Oper von Gaston Leroux wurde schon mehrfach verfilmt.

Siehe: Das Phantom der Oper (Film)

## Hörspiele
- 2005: Gruselkabinett 4: Das Phantom der Oper. Titania Medien, ISBN 978-3-7857-3243-4

## Hörbücher
- 2008: Das Phantom der Oper (gelesen von Christoph Bantzer). Universal Music, ISBN 978-3-8291-2208-5